# Протасово (Лямбирский район)
Протасово — село, центр сельской администрации в Лямбирском районе. Население 428 чел. (2002), в основном русские.
Расположено на р. Аморде, в 42 км от районного центра и 22 км от железнодорожной станции Саранск. Название-антропоним: владельцами населенного пункта были Протасовы. В одном из указов Петра I Саранской воеводской канцелярии говорится об отводе стольнику Протасову земельных угодий, бывших во владении мордвы д. Ключи. В «Списке населённых мест Пензенской губернии» (1869) Протасово (Ключищи, Александровское) — село владельческое из 140 дворов (1 031 чел.) Саранского уезда. По данным 1914 г., в Протасове было 218 дворов. В начале 1930-х гг. был образован колхоз, с 1970 г. — совхоз «Белогорский», с 1987 г. — «Белотроицкий», с 1997 г. — ГУП. В современном Протасове — средняя школа, Дом культуры, отделение связи, медпункт, АТС, магазин; памятник воинам, погибшим в годы Великой Отечественной войны. Протасово — родина автогрейдериста А. И. Попкова, трижды лауреата Государственной премии Мордовии в области сельского хозяйства Ю. И. Голова, заслуженных работников сельского хозяйства Мордовии Н. Н. Головой и М. И. Скворцовой, заслуженного врача МАССР Р. С. Строкиной, заслуженного учителя школы МАССР А. И. Пятаевой, почётного библиотекаря МАССР Е. И. Жигуновой. В Протасовскую сельскую администрацию входят пос. Белотроицкий (15 чел.) и д. Монастырская 2-я (62 чел.).

## Источник
- Энциклопедия Мордовия, Н. Н. Щемерова.